# Danmarks Kommunistiske Parti/Marxister-Leninister
Danmarks Kommunistiske Parti Marxister-Leninister (DKP/ML) var ett mindre, nu upplöst, kommunistparti i Danmark.
Under namnet Marxistisk-Leninistisk Parti ställde DKP/ML upp vid folketingsvalen 1984 och 1987. Vid båda valen fick partiet färre än 1 000 röster. Partiet var tilldelat partibokstaven L. 
Vid partiets grundande 1979 tog partiet ställning för Albanien i den internationella antagonism som rådde socialistiska stater emellan, vid denna tid.
Kursen blev så småningom omlagd då Sovjetunionen upphörde att existera, och man skulle som parti nu hitta ett nytt gemensamt förslag och inte bilda flera "sekteriska" småpartier.
I mitten av november 2006 bildade DKP/ML, tillsammans med Kommunistisk Samling, ett nytt parti kallat Kommunistisk Parti, som också står för utgivningen av den relativt stora dagstidningen Dagbladet Arbejderen.
Några av de mest kända sympatisörerna av partiet var speciellt under 1970-talet och 1980-talet den år 2006 avlidne Thomas Koppel samt hans hustru Anisette som tillsammans bildade det internationellt kända bandet Savage Rose.